# Thyreus tschoffeni
Thyreus tschoffeni är en biart som först beskrevs av Joseph Vachal 1903.  Thyreus tschoffeni ingår i släktet Thyreus och familjen långtungebin. Inga underarter finns listade i Catalogue of Life.